# قزل‌تپه (ازبکستان)
قزل‌تپه (به ازبکی: Qiziltepa) یک منطقهٔ مسکونی در ازبکستان است که در ناحیه قزل‌تپه واقع شده‌است. قزل‌تپه ۱۲٬۰۰۰ نفر جمعیت دارد.